# Maywood Park
Maywood Park é uma cidade localizada no estado norte-americano de Oregon, no Condado de Multnomah.

## Demografia
Segundo o censo norte-americano de 2000, a sua população era de 777 habitantes.
Em 2006, foi estimada uma população de 747, um decréscimo de 30 (-3.9%).

## Geografia
De acordo com o United States Census Bureau tem uma área de
0,4 km², dos quais 0,4 km² cobertos por terra e 0,0 km² cobertos por água.

## Localidades na vizinhança
O diagrama seguinte representa as localidades num raio de 12 km ao redor de Maywood Park.